# Liste von Söhnen und Töchtern der Stadt Nowosibirsk
Dies ist eine Liste von Söhnen und Töchtern der Stadt Nowosibirsk (bis 1926 Nowonikolajewsk) in Russland. Die Auflistung erfolgt chronologisch nach Geburtsjahr.

## 19. Jahrhundert

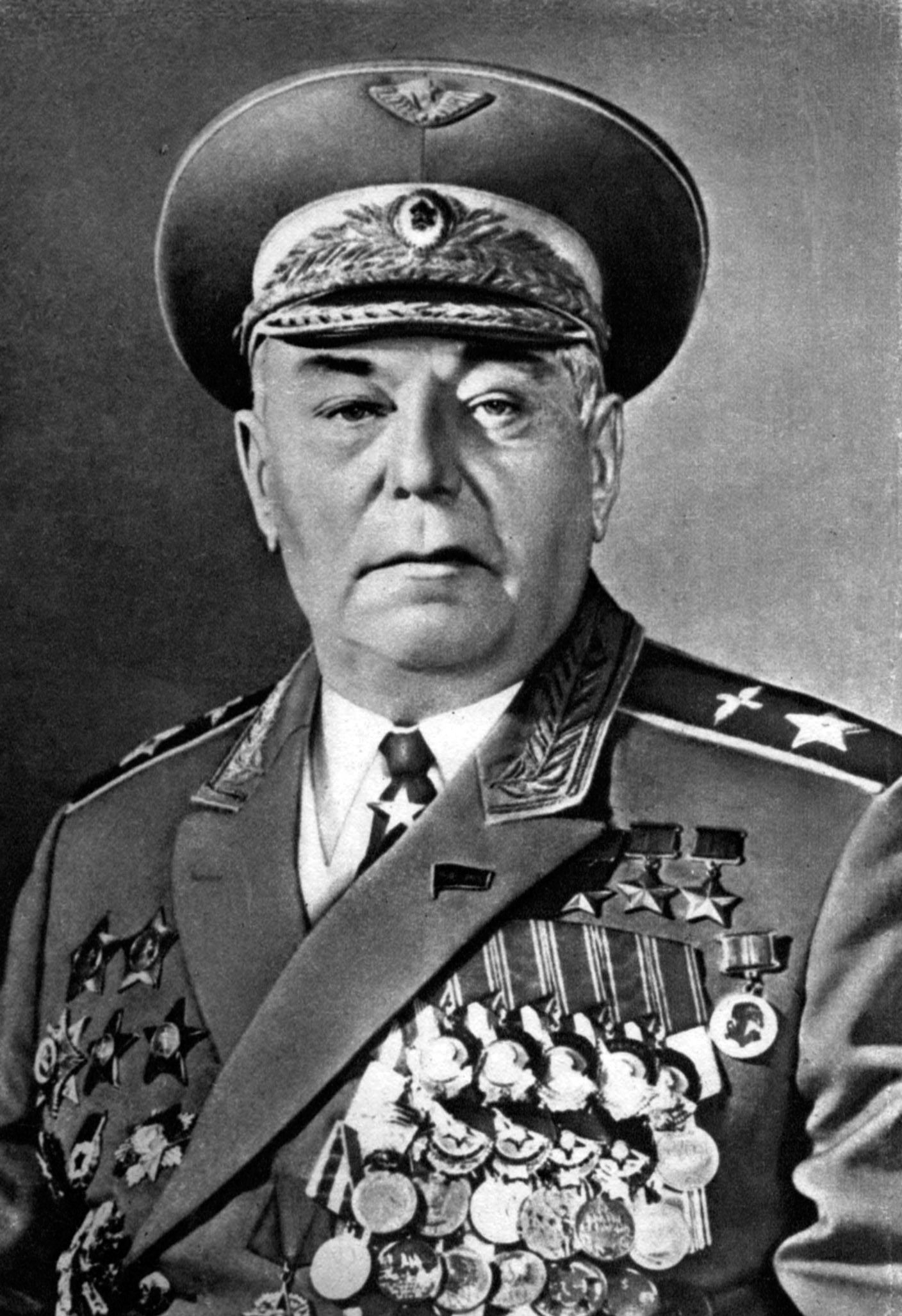
Alexander Pokryschkin
(1913–1985)

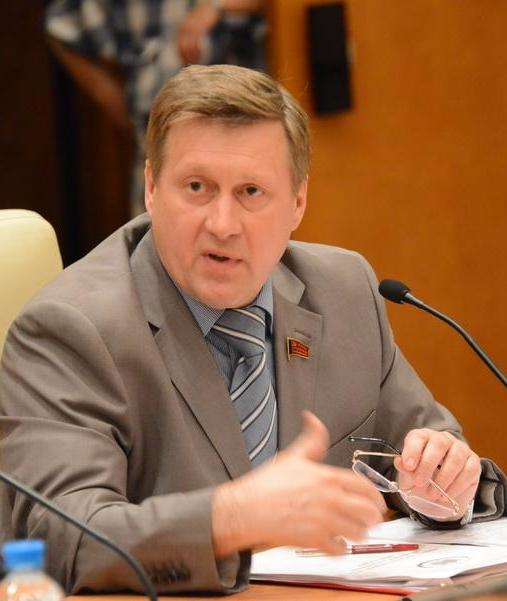
Anatoli Lokot
(* 1959)

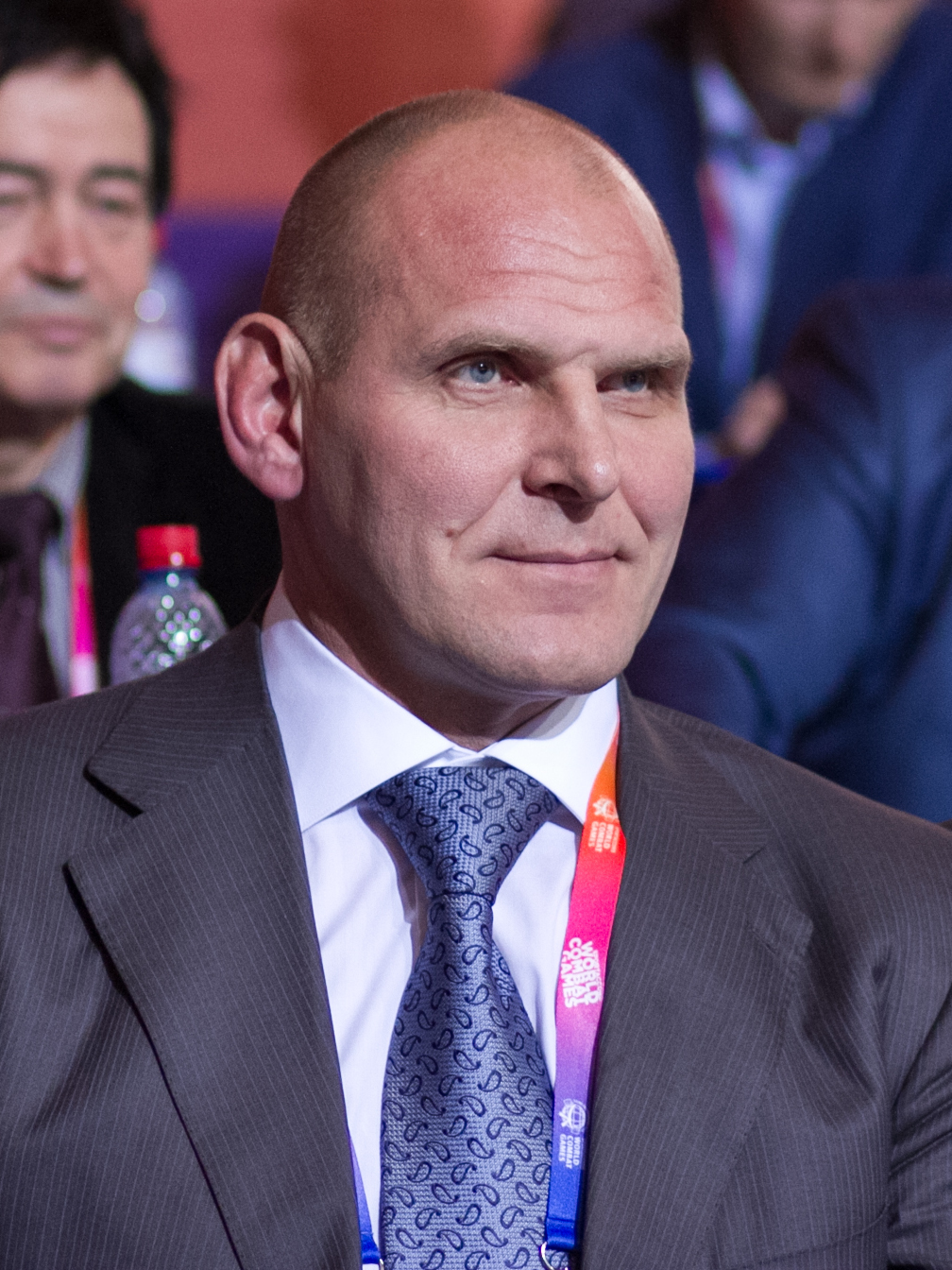
Alexander Karelin
(* 1967)

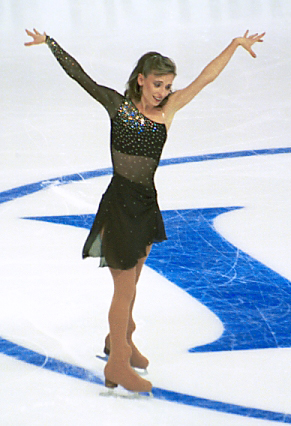
Tatjana Malinina
(* 1973)

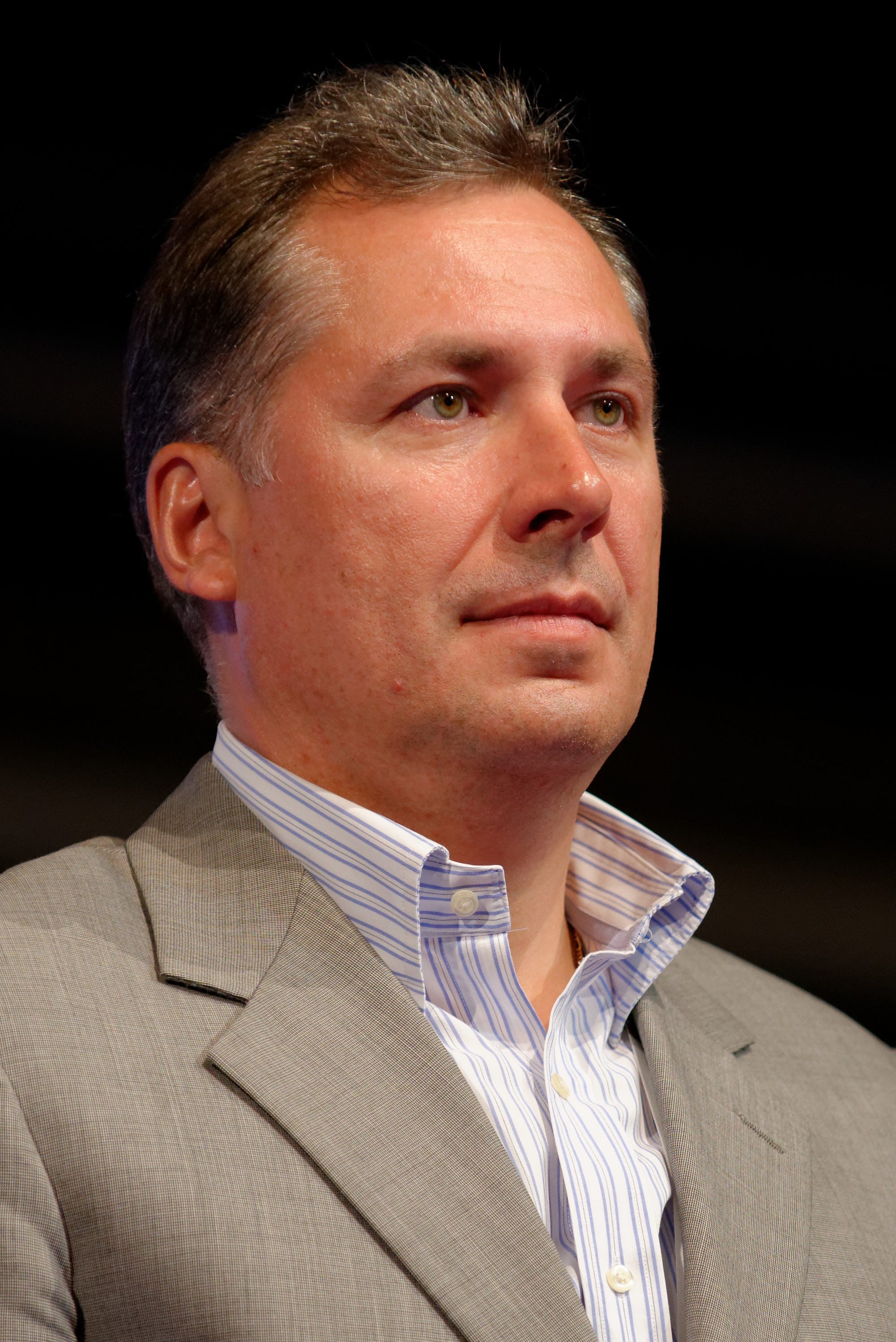
Stanislaw Posdnjakow
(* 1973)

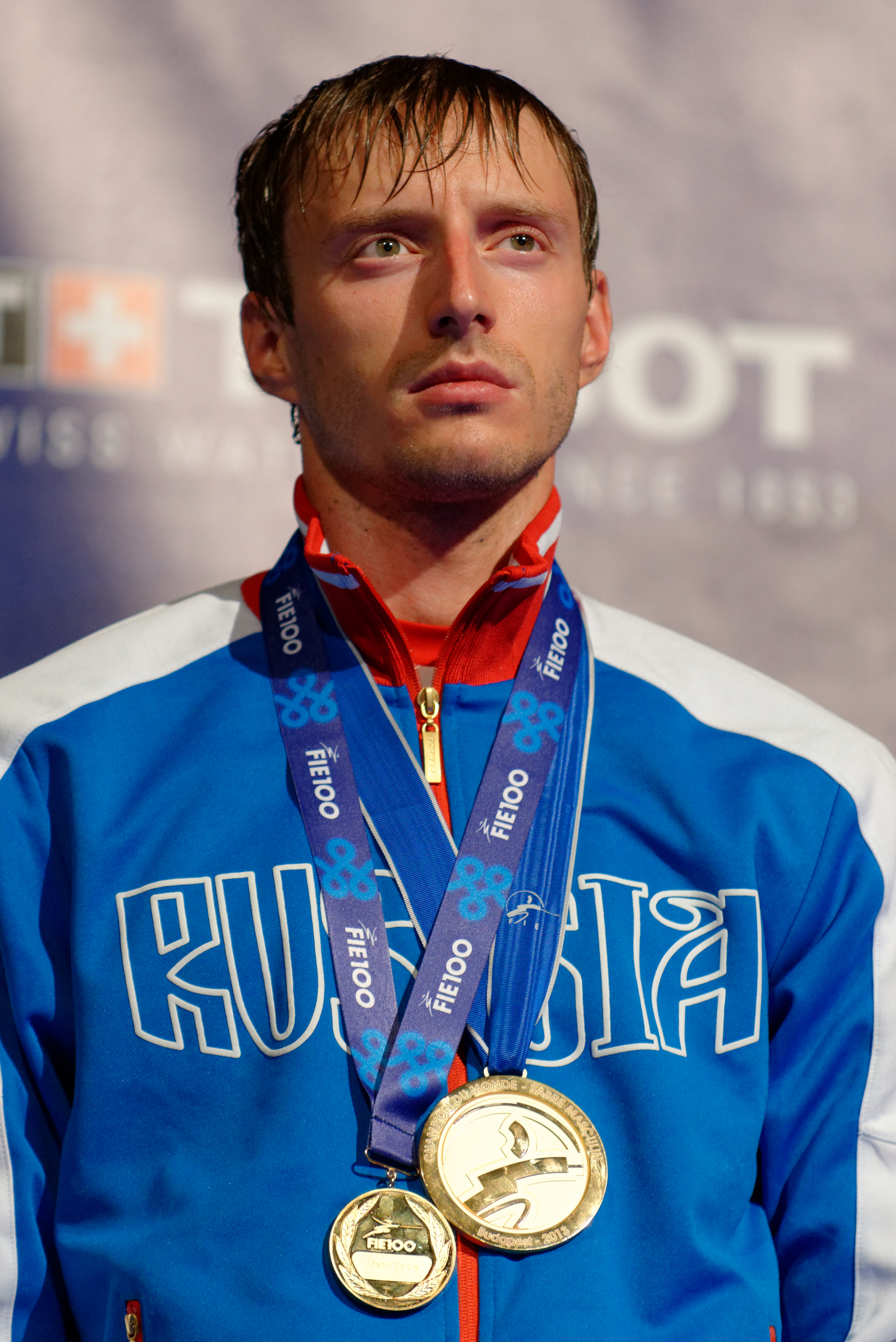
Weniamin Reschetnikow
(* 1986)

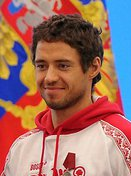
Ilja Tschernoussow
(* 1986)

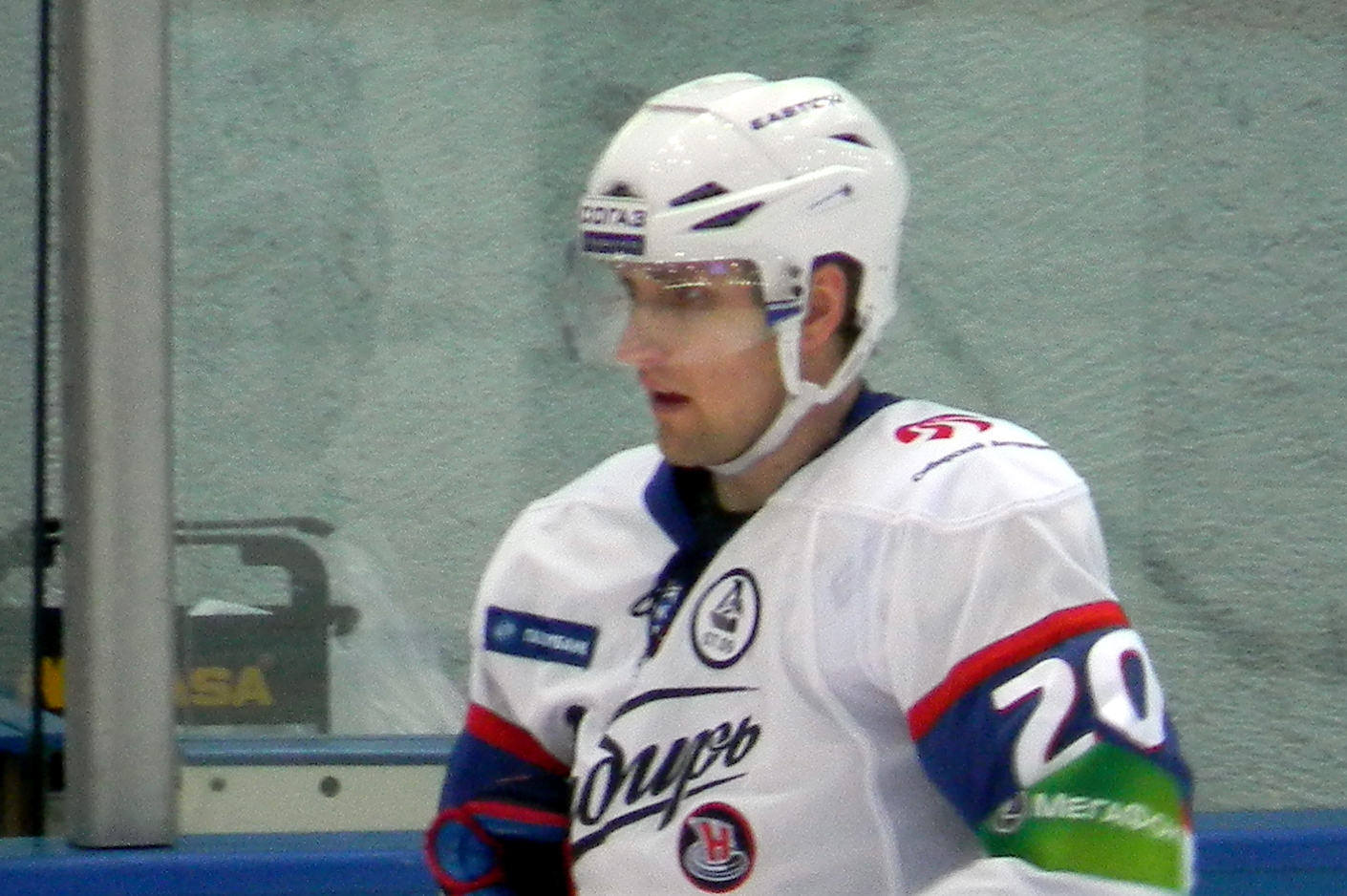
Konstantin Alexejew
(* 1988)

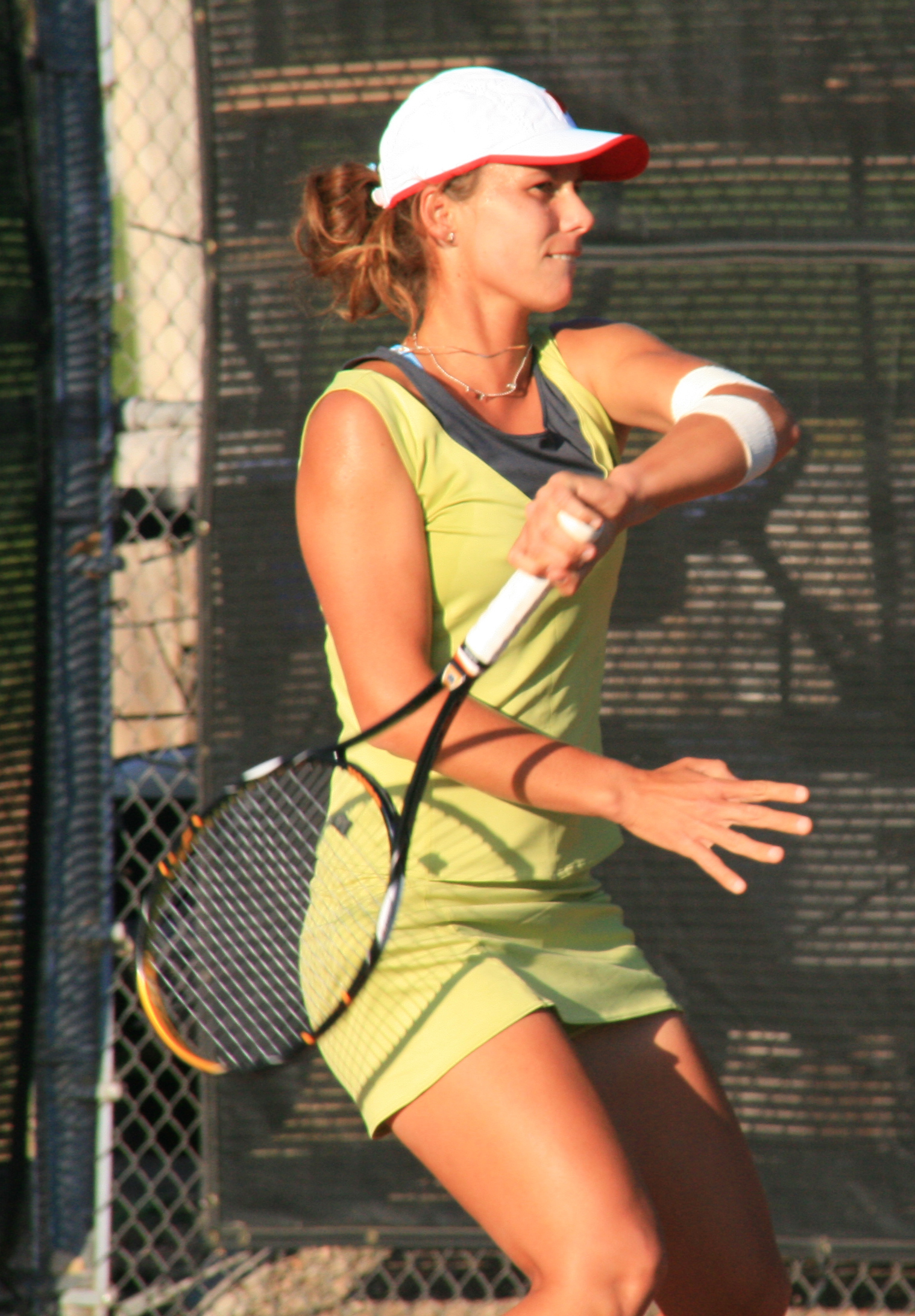
Youlia Fedossova
(* 1988)

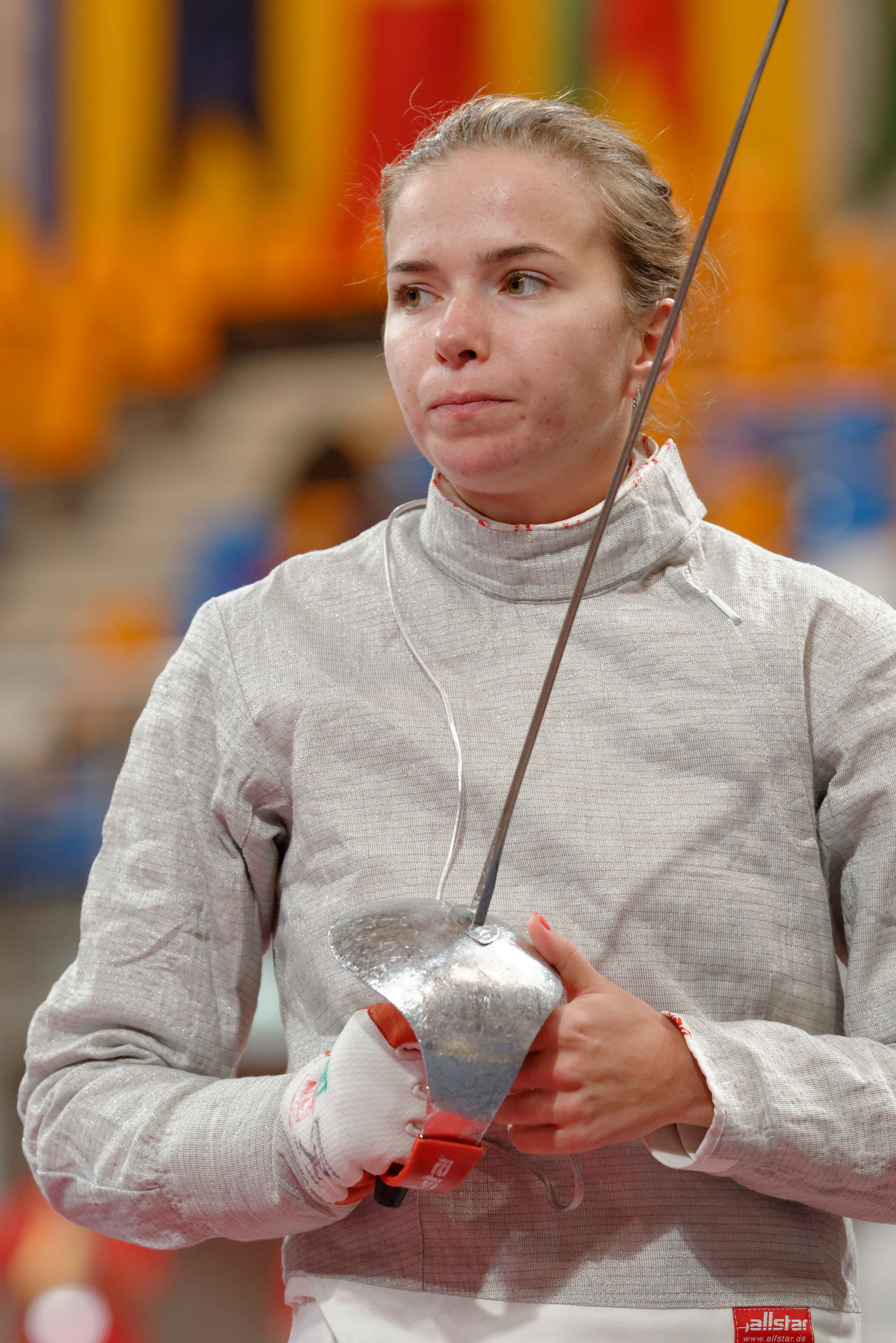
Julija Gawrilowa
(* 1989)

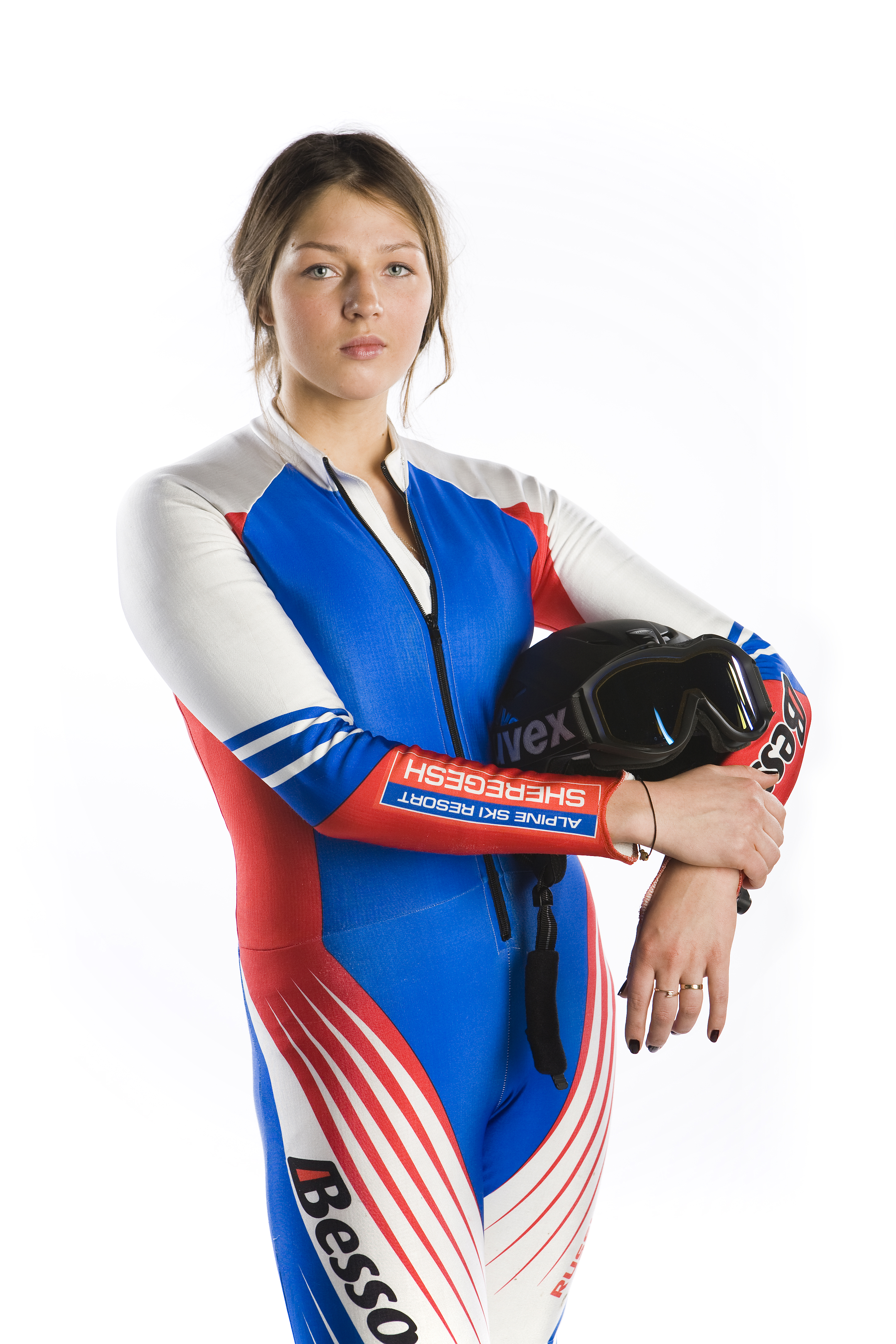
Aljona Sawarsina
(* 1989)

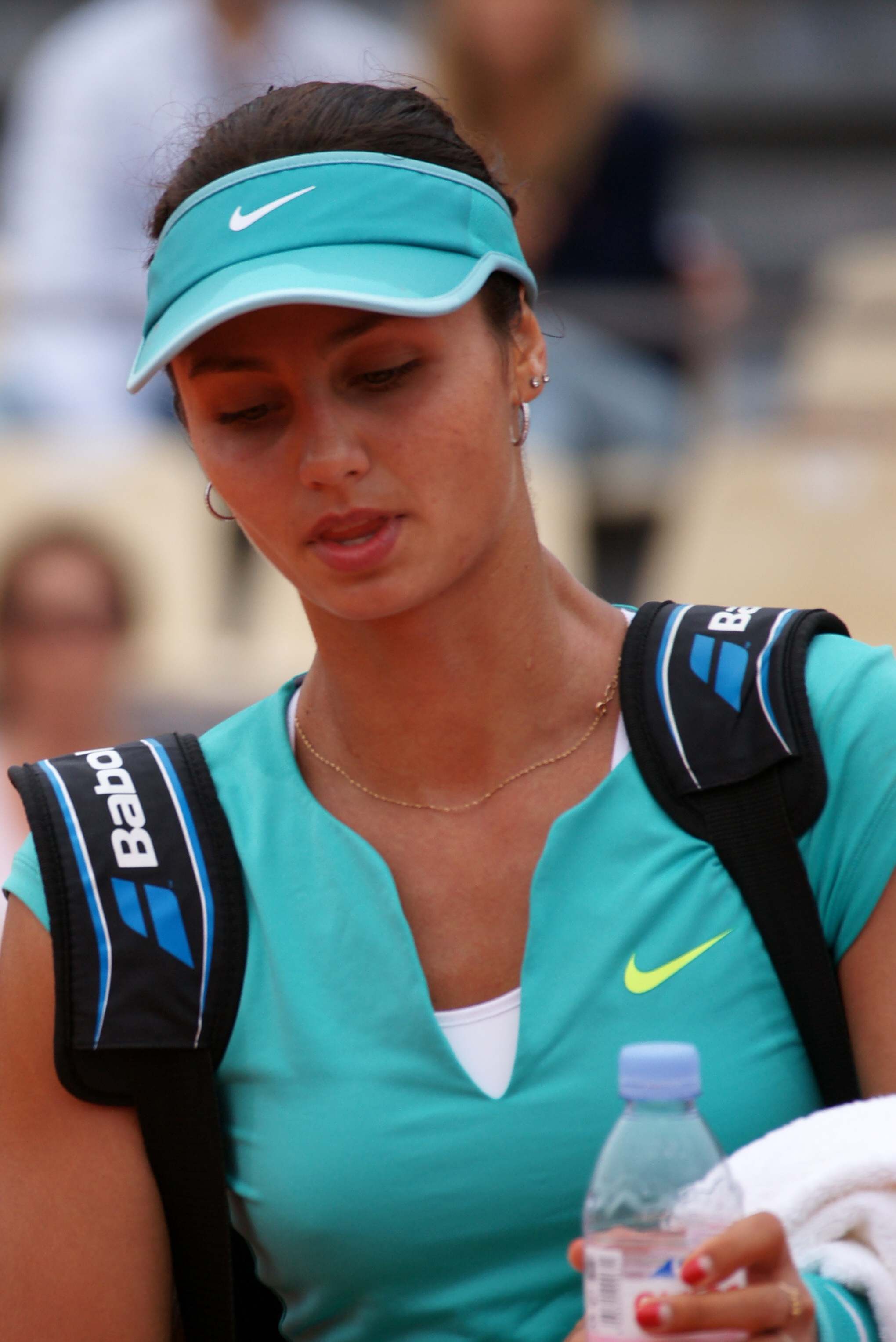
Jelisaweta Kulitschkowa
(* 1996)

- Sophie Lissitzky-Küppers (1891–1978), deutsche Kunsthistorikerin, Förderin der Avantgarde, Autorin und Kunstsammlerin

## 20. Jahrhundert

### 1901–1950
- Arseni Sokolow (1910–1986), Physiker
- Dmitri Nawalichin (1911–1991), Architekt und Kunstmaler
- Alexander Pokryschkin (1913–1985), Pilot und dreifacher Held der Sowjetunion
- Weniamin Netschajew (1915–1987), sowjetischer Musiker (Gitarrist) und Filmschauspieler, Mitglied des in den 1950er Jahren beliebten Estrada-Duetts Netschajew & Rudakow, Verdienter Künstler der Russischen Sozialistischen Föderativen Sowjetrepublik (1961)
- Jewgeni Andrejew (1926–2000), Testpilot, Held der Sowjetunion
- Walentin Kusin (1926–1994), Eishockey- und Fußballspieler
- Larissa Matwejenko (1926–2004), Schauspielerin und Synchronsprecherin
- Alexander Sazepin (* 1926), Komponist
- Wladimir Bulatow (1929–1976), Stabhochspringer[1]
- Wadim Sachartschenko (1929–2007), Schauspieler
- Jewgeni Schemjakin (1929–2009), Physiker und Hochschullehrer
- Wladimir Staschkewitsch (* 1930), Ringer
- Arkadi Waksberg (1933–2011), Publizist
- Eduard Artemjew (1937–2022), Komponist und Musiker
- Waleri Makarow (* 1937), Ökonom, Mathematiker und Hochschullehrer
- Gainan Saidchuschin (1937–2015), Radrennfahrer
- Juri Jerschow (* 1940), Mathematiker
- Sergei Bagajew (1941–2024), Festkörperphysiker und Hochschullehrer
- Thomas Sanderling (* 1942), deutscher Dirigent
- Alexander Gawrilow (* 1943), Eiskunstläufer
- Alexander Kabakow (1943–2020), Schriftsteller und Journalist
- Anatoli Koteschew (* 1944), Fechter
- Wera Selinskaja (1944–2021), Szenen- und Kostümbildnerin
- Meir Dagan (1945–2016), israelischer General und von 2002 bis 2011 Direktor des Mossad
- Jewgenij Charitonow (1946–1981), Schriftsteller, Theaterregisseur und Schauspieler
- Waleri Iljinych (1947–1982), Kunstturner und olympischer Silbermedaillengewinner 1968[2]
- Israel Schamir (* 1947), russisch-israelischer Schriftsteller und Journalist
- Wladimir Subkow (* 1948), Ringer
- Galina Belowa (* 1949), Ägyptologin
- Igor Schirokow (1949–2014), Jazzmusiker
- Qajyrbek Süleimenow (* 1949), kasachischer Politiker
- Nina Sadur (1950–2023), Dramaturgin und Schriftstellerin

### 1951–1970
- Irina Alfjorowa (* 1951), Schauspielerin
- Alexander Akimow (1953–1986), Nukleartechniker
- Alexei Woltschenkow (1953–2011), Eishockeyspieler
- Alexei Schuk (* 1955), Handballspieler, Olympischer Silbermedaillengewinner
- Olga Krischtop (* 1957), Geherin
- Olga Bessonowa (* 1958), Ökonomin und Soziologin
- Anatoli Lokot (* 1959), russischer Politiker (KPRF)
- Irina Strachowa (* 1959), Leichtathletin
- Sergei Frank (* 1960), Politiker und Manager
- Marina Gerschenowitsch (* 1960), Autorin in Deutschland
- Olga Kriwoschejewa (* 1961), sowjetische Volleyballnationalspielerin
- Andrei Perlow (* 1961), Leichtathlet
- Anatoli Schdanowitsch (* 1961), Biathlet und Biathlontrainer
- Arkadi Mamontow (* 1962), Fernsehjournalist und -moderator
- Andrei Panin (1962–2013), Schauspieler und Regisseur
- Oleg Postnow (* 1962), Philologe, Übersetzer und Schriftsteller
- Lilija Wassiltschenko (1962–2011), Skilangläuferin
- Tatjana Alexejewa (* 1963), Sprinterin
- Natalija Filjowa (1963–2019), Geschäftsfrau
- Aljona Ledenjowa (* 1964), Politikwissenschaftlerin
- Andrei Swjaginzew (* 1964), Filmregisseur und Schauspieler
- Alexander Goldin (* 1965), Schachgroßmeister
- Grigori Kirijenko (* 1965), Fechter, zweimaliger Olympiasieger und siebenfacher Weltmeister
- Jewgeni Nalimow (* 1965), Mathematiker und Schachprogrammierer
- Oleg Iwaninski (* 1966), Politiker
- Juri Stumpf (* 1966), deutscher Eishockeyspieler
- Sergei Surowikin (* 1966), Armeegeneral
- Alexander Karelin (* 1967), Ringer und dreifacher Olympiasieger
- Alexander Lagunow (* 1967), Schachspieler
- Igor Poljanski (* 1967), Schwimmer
- Oleg Sakomorny (* 1968), Bildhauer
- Andrei Tarassenko (1968–2024), Eishockeyspieler
- Wladimir Tarassow (* 1968), Eishockeyspieler
- Willi Tesch (* 1969), deutscher Eishockeyspieler
- Tatjana Wussatenko (* 1969), Politikerin

### 1971–1980
- Larissa Merk (* 1971), Ruderin
- Vadim Repin (* 1971), Geiger in der Schweiz
- Sergei Russinow (* 1971), Biathlet
- Dmitri Satonski (* 1971), Eishockeyspieler
- Wladislaw Bobrik (* 1971), Radrennfahrer
- Tatjana Malinina (* 1973), usbekische Eiskunstläuferin
- Stanislaw Posdnjakow (* 1973), Säbelfechter, viermaliger Olympiasieger und zehnfacher Weltmeister
- Sergei Klimowitsch (* 1974), Eishockeyspieler
- Maxim Vengerov (* 1974), Geiger
- Jewgeni Schaldybin (* 1975), Eishockeyspieler
- Sergei Schukow (* 1975), Eishockeyspieler
- Anton Tschermaschenzew (* 1976), Ruderer
- Jewgeni Uschkow (* 1976), Eishockeyspieler
- Konstantin Gorowikow (* 1977), Eishockeyspieler und Weltmeister
- Jewgeni Podgorny (* 1977), Turner
- Jekaterina Winogradowa (* 1977), belarussische Biathletin und Skilangläuferin
- Natalja Bobrowa (1978–2015), Turnerin
- Denis Inkin (* 1978), Boxer
- Lew Krutochwostow (* 1978), Eishockeyspieler
- Karl Platt (* 1978), Mountainbiker
- Witali Durkin (* 1979), Badmintonspieler
- Tatjana Burina (* 1980), Eishockeyspielerin
- Irina Dsjuba (* 1980), rhythmische Sportgymnastin und olympische Bronzemedaillengewinnerin 1996
- Anna-Maria Kalesidis (* 1980), Opernsängerin
- Alexander Nikolajenko (* 1980), Badmintonspieler

### 1981–1990
- Daniel Ableev (* 1981), Schriftsteller und Künstler
- Artjom Kostyrev (* 1982), deutscher Eishockeyspieler
- Artjom Krjukow (* 1982), Eishockeyspieler
- Michail Gudkow (1983–2025), Generalmajor
- Pavel Popravka (* 1983), serbisch-russischer Eishockeyspieler
- Ljubow Schutowa (* 1983), Fechterin
- Olesja Syrewa (* 1983), Leichtathletin
- Anna Kikina (* 1984), Kosmonautin
- Nina Lasarewa (* 1984), Rhythmische Sportgymnastin
- Masha Mashkova (* 1985), russisch-amerikanische Schauspielerin
- Pawel Podkolsin (* 1985), Basketballspieler
- Konstantin Schamrai (* 1985), Pianist
- Alexander Aksjonenko (* 1986), Eishockeyspieler
- Walentina Artemjewa (* 1986), Schwimmerin
- Juri Kaschinski (* 1986), Profiboxer
- Dmitri Koschkin (* 1986), kasachischer Skirennläufer
- Juri Larionow (* 1986), Eiskunstläufer
- Artjom Loskutow (* 1986), Konzeptkünstler
- Pelageja, eigtl. Pelageja Sergejewna Chanowa (* 1986), Sängerin
- Weniamin Reschetnikow (* 1986), Säbelfechter
- Ilja Tschernoussow (* 1986), Skilangläufer
- Jekaterina Iljuchina (* 1987), Snowboarderin und olympische Silbermedaillengewinnerin 2010
- Wladimir Markelow (* 1987), Eishockeyspieler
- Jegor Milowsorow (* 1987), Eishockeyspieler
- Wladimir Rykow (* 1987), Fußballspieler
- Swetlana Winogradowa (* 1987), Snowboarderin
- Konstantin Alexejew (* 1988), Eishockeyspieler
- Youlia Fedossova (* 1988), französische Tennisspielerin
- Maxim Gratschow (* 1988), Eishockeyspieler
- Julija Gawrilowa (* 1989), Säbelfechterin und dreifache Weltmeisterin
- Pawel Kolesnikow (* 1989), Pianist und Kammermusiker
- Galina Netschkassowa (* 1989), Biathletin
- Aljona Sawarsina (* 1989), Snowboarderin
- Igor Gorochow (* 1990), Eishockeyspieler
- Jefim Petrunin (* 1990), Schauspieler
- Georgi Sotow (* 1990), Fußballspieler
- Anna Surajewa (* 1990), Biathletin
- Roman Wlassow (* 1990), Ringer, Weltmeister (2011 und 2015) und Olympiasieger (2012)

### 1991–2000
- Denis Batschurin (* 1991), Eishockeyspieler
- Jewgeni Gapon (* 1991), Fußballspieler
- Maxim Ignatowitsch (* 1991), Eishockeyspieler
- Anna Nikulina (* 1991), Biathletin
- Alexei Sobolew (* 1991), Snowboarder
- Askr Svarte (* 1991), Traditionalist, Philosoph, Lektor und Aktivist
- Artjom Karawajew (* 1992), Eishockeyspieler
- Wladimir Morosow (* 1992), Schwimmer
- Roman Tatalin (* 1992), Eishockeyspieler
- Jewgenija Pawlowa (* 1993), Biathletin
- Anastasiya Taratorkina (* 1993), deutsch-russische Opernsängerin
- Allj (* 1994), Hip-Hop Performer
- Iwan Karelin (* 1994), georgisch-russischer Eishockeyspieler
- Anton Nekrjatsch (* 1995), Eishockeyspieler
- Maria Wassilzowa (* 1995), Snowboarderin
- Daniil Dilman (* 1996), Snowboarder
- Fedor Kolupajlo (* 1996), deutsch-russischer Eishockeyspieler
- Jegor Korschkow (* 1996), Eishockeyspieler
- Jelisaweta Kulitschkowa (* 1996), Tennisspielerin
- Maxim Khubashvili (* 1997), israelisch-russischer Eishockeyspieler
- Sofija Posdnjakowa (* 1997), Säbelfechterin
- Darja Sajfutdinova (* 1997), deutsche rhythmische Sportgymnastin russischer Herkunft
- Wladislaw Titow (* 1997), Squashspieler
- Wladislaw Chadarin (* 1998), Snowboarder
- Rustam Chalnasarow (* 2000), Fußballspieler